# Pièces de clavecin

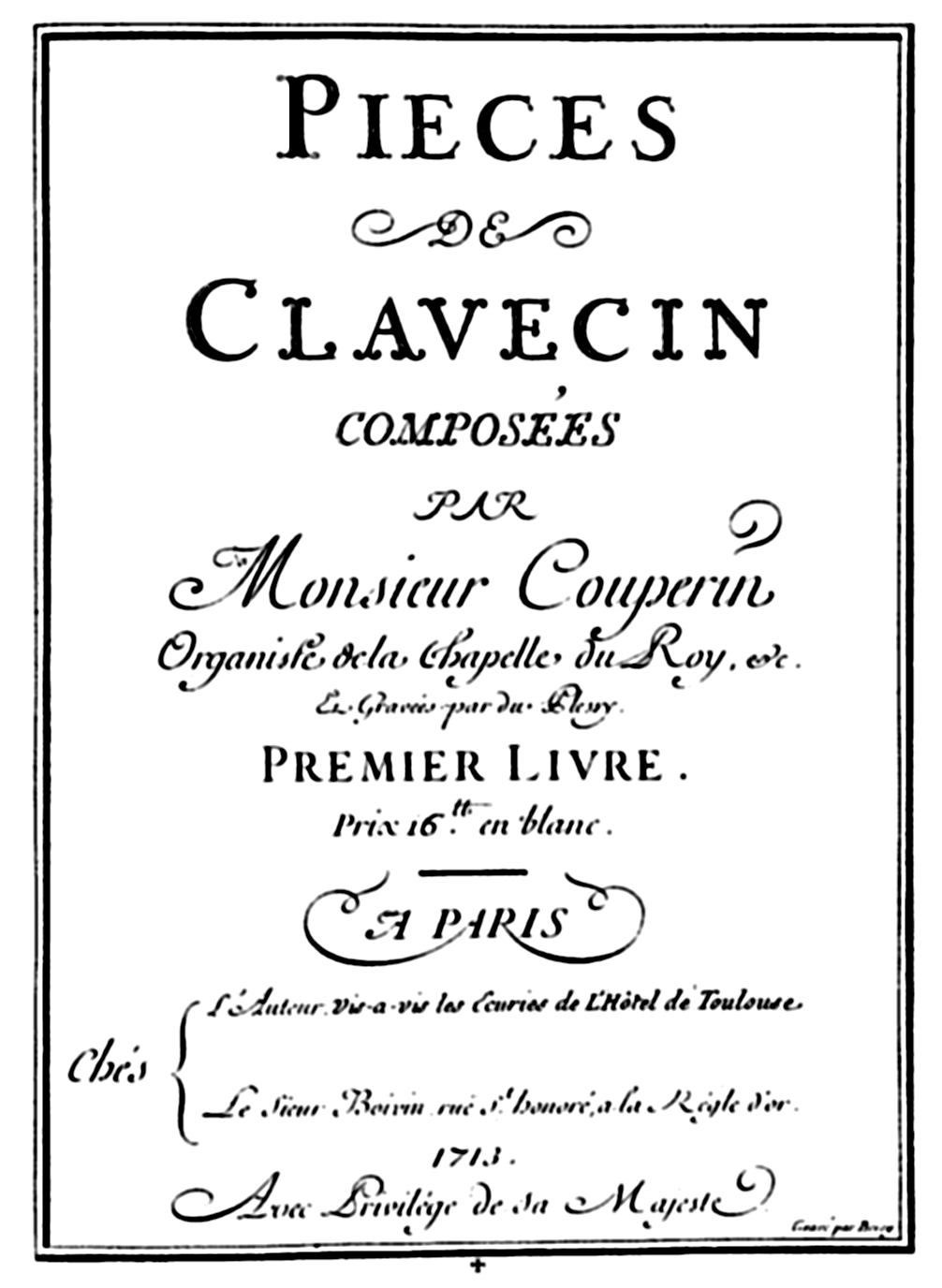
Titelseite der Pièces de Clavecin von François Couperin, Erstes Buch 1713

Der französische Begriff „Pièces de clavecin“ bedeutet übersetzt: „Cembalostücke“ oder „Stücke für Cembalo“. Unter diesem Titel veröffentlichte Jacques Champion de Chambonnières 1670 die erste gedruckte Sammlung von Cembalomusik in Frankreich. Der Titel wurde zum stehenden Begriff, und in der Folge nannten alle anderen französischen Komponisten des 17. und 18. Jahrhunderts die von ihnen publizierte Musik für dieses Instrument „Pièces de clavecin“.

## Geschichte
Vor 1670 und auch danach wurden Cembalostücke in Manuskripten gesammelt, daher wurden einige bedeutende Cembalowerke nie publiziert, vor allem von dem früh verstorbenen Louis Couperin, aber auch von Chambonnières selber, und von Komponisten wie Henri Dumont, Joseph de la Barre, Jacques Hardel, Ètienne Richard u. a. Diese frühen und meist unveröffentlichten Pièces de clavecin sind aber in einigen großen (und einigen kleinen) Manuskripten erhalten, die bedeutendsten sind das Manuscrit Bauyn, das Manuscrit Parville, und das Manuscrit Rés. 89ter der Bibliothèque Nationale in Paris. Eine Besonderheit sind die handschriftlich überlieferten 255 Cembalostücke von Jean-Nicolas Geoffroy, die durch alle Tonarten in Dur und Moll gehen.
Die Musik in den Manuskripten hat allerdings einige Nachteile: Der Notentext ist oft relativ nachlässig kopiert, wie Vergleiche z. B. der handschriftlich überlieferten Stücke Chambonnières und seine Publikation von 1670 zeigen, wo Details der Melodie- und Stimmführung manchmal erheblich divergieren. Verzierungen, wie sie für eine stilistisch korrekte und ästhetisch ansprechende Interpretation dieser Musik unerlässlich sind, wurden meist nur rudimentär oder gar nicht eingetragen. Sie gehörten zur Aufführungspraxis und wohl auch zu den Geheimnissen guter Interpreten und konnten selbst bei dem gleichen Musiker von Mal zu Mal verschieden ausfallen. In seinen publizierten Pièces de clavecin von 1670 veröffentlichte Chambonnières zum ersten Mal eine Verzierungstabelle und gab damit etwas von seinen Geheimnissen an eine größere Öffentlichkeit weiter. Diese Praxis bürgerte sich ein, und so gehört die französische Cembalo-Musik des späten 17. und 18. Jahrhunderts zu den am besten und genauesten überlieferten Musiken überhaupt.
Ein weiterer Nachteil der Manuskripte ist, dass Kompositionen vor allem von Louis Couperin und Chambonnières nach Gattungen bzw. Tonarten überliefert sind, d. h. die Stücke wurden meistens listenmäßig eingetragen, und nicht in einer sinnvollen Reihenfolge, wie man sie einem Publikum vortragen würde. Auch in dieser Hinsicht hatte die Publikation von Chambonnières’ Pièces de clavecin das Verdienst, die Stücke in richtigen Suiten zu präsentieren. In der Musikwissenschaft herrscht die Vorstellung, dass die Suiten der Franzosen nur locker zusammengefügt seien, und dass man einfach auswählen dürfe, welche Stücke einem am besten gefallen. Diese Annahme basiert vor allem auf den oben beschriebenen Manuskripten, und auf den Publikationen von d’Anglebert (1689) und dem ersten Buch (1713) von François Couperin, wo die beiden sehr lange Abfolgen von Tänzen und anderen Stücken bringen. Wenn man bei d’Anglebert allerdings seine Originalstücke von Transkriptionen trennt, erhält man durchaus Suiten, die von der Länge und Abfolge der Tänze her akzeptabel und typisch für seine Zeit sind. Und selbst die drei überlangen Ordres Nr. 1, 2, 3 und 5 von François Couperin (mit 18, 24, 13 und 14 Stücken) bringen alle eine sinnvolle Abfolge von Stücken im Gegensatz zu den Listen in den Manuskripten Bauyn oder Parville. Alle anderen Komponisten seit Chambonnières (1670) bringen jedoch in ihren Publikationen Suiten, die keineswegs Überlänge haben, und die Abfolge der Tänze zwischen 1670 und 1710 hat große Ähnlichkeit miteinander.
Da das Cembalo ein Lieblingsinstrument Ludwigs XIV. und ganz allgemein der Franzosen war, kamen in den kommenden 100 Jahren zahlreiche Pièces de clavecin heraus. Der Inhalt dieser Publikationen wechselte im Laufe der Zeit je nach Mode. Im Einzelnen handelt es sich bei Chambonnières’ zwei Bänden Pièces de clavecin von 1670 um Tänze, wie Allemande, Courante, Sarabande, Gigue, Pavane, Gaillarde, Canarie und Menuet, die nach Tonart in Suiten gegliedert sind. In den Sammlungen seiner jüngeren Zeitgenossen und Nachfolger wie Nicolas Lebègue, d’Anglebert, Élisabeth Jacquet de la Guerre, Marchand, Clérambault, Gaspard Le Roux und Rameau kamen auch Préludes non mesuré sowie weitere Tänze hinzu, wie Gavotte, Chaconne, Passacaille, Bourrée (selten!), Passepied und Rigaudon. D’Anglebert veröffentlichte 1689 neben eigenen Original-Stücken außerdem zahlreiche Transkriptionen von Ouverturen, Tänzen und anderen Stücken aus Bühnenwerken von Jean-Baptiste Lully, und außerdem einige „Alte Weisen“ („Airs anciens“) und populäre Lieder.
Schon Chambonnières hatte einzelne seiner Stücke mit fantasievollen Titeln („Les Baricades“ („Die Barrikaden“), „Jeunes Zèphires“ („Junge Zephyre“), „La Rare“ („Die Seltene“)) oder dem Namen bekannter und bedeutender Persönlichkeiten bezeichnet („Courante Madame“, „Sarabande de la Reine“ („Sarabande der Königin“)). Diese Praxis kam zu Beginn des 18. Jahrhunderts durch François Couperin vollends in Mode, der 1713 in seinem ersten Buch mit Pièces de clavecin noch Tänze mit Charakterstücken mischte, aber in seinen folgenden drei Büchern fast ganz zu Charakterstücken übergeht, z. B. „L’Auguste“ (die Erhabene), „Les Idées heureuses“ (die glücklichen Einfälle), „La Voluptueuse“ (die Wollüstige), „Les Papillons“ (die Schmetterlinge), „Les Vergers flëuris“ (die blühenden Obstgärten), „Les Brinborions“ (der „Krimskrams“) usw. Dabei kreierte er auch einen neuen Stil, der von italienischer Musik beeinflusst und viel freier und fantasievoller war als die traditionellen Tänze. Viele dieser Stücke waren außerdem Rondeaus, die es zwar vorher schon gegeben hat, aber nicht in dem Maß und in der Fülle wie seit F. Couperin.
Seine jüngeren Kollegen wie Rameau, Dandrieu, Daquin, Duphly u. a. folgten ihm darin, gaben allerdings die Tänze nicht ganz so radikal auf wie Couperin. Auf der anderen Seite wurde die Musik ab Rameau, Dandrieu und Duphly immer „italienischer“ und virtuoser, und es kamen auch Sammlungen von Sonaten heraus (z. B. von Jean Barrière, 1740). Eine der letzten Sammlungen mit dem Titel Pièces de clavecin wurde von Duphly 1768 publiziert. Michel Corrette gab zwischen 1749 und 1772 acht Bücher Les Amusements du Parnasse für Cembalo heraus mit beliebten Arien, Menuetten, Romanzen mit Variationen und anderen Stücken, aber er verwendet nicht mehr den Titel Pièces de clavecin. Das Gleiche gilt für Balbastre und Armand-Louis Couperin u. a., die nach ihren ersten Büchern mit Pieces de clavecin (1751 bzw. 1759) noch bis in die 1780er Jahre Sonaten, Variationen oder andere Stücke für Cembalo publizierten. Es sind außerdem auch von verschiedenen Komponisten des 18. Jahrhunderts Cembalostücke in Manuskripten erhalten.
Ein Sonderfall sind Pièces de clavecin in Kombination oder in Begleitung mit anderen Instrumenten. Schon von Jacques Hardel ist bekannt, dass er vor Ludwig XIV. in Begleitung des Lautenisten Porion spielte. Die Stücke von Gaspard Le Roux (1705) können auch mit zwei Cembali gespielt werden, und gehören damit zu den ersten bekannten Werken dieser Art. Auch von François Couperin gibt es eine Allemande für 2 Cembali im 9. Ordre (2. Buch, 1716), außerdem Stücke mit einer zweiten Solostimme, die entweder auf einem zweiten Cembalo, oder auf beliebigen anderen Instrumenten gespielt werden kann. Élisabeth Jacquet de la Guerre hatte die Idee, die Melodien ihrer Sammlung von 1707 von einer Violine mitspielen zu lassen. Michel Corrette erklärte später, dass die Violine in einem solchen Fall sehr zurückhaltend, im „demi jeu“ (= halbes Spiel, mit halbem Ton) gespielt werden müsse. Die berühmtesten Cembalostücke mit anderen Instrumenten sind jedoch die Pièces de clavecin en concert von Rameau (1741); auch Mondonvilles op. 3 (1734) und op. 5 (1748) erfreuen sich einer gewissen Beliebtheit – sein op. 5 ist ungewöhnlicherweise „mit Stimme oder Violine“.
Ab den 1770er Jahren musste selbst in Frankreich das Cembalo langsam an Beliebtheit gegen das neue Pianoforte zurückstecken und wurde durch die Revolution gänzlich „hinweggespült“, weil es im Ruch des Aristokratischen stand: Unter der Guillotine starben Aristokraten, und ihre Cembali wurden von wütenden Horden des „Pöbels“ z. T. einfach zertrümmert oder verbrannt.

## Die Meinung von Carl Philipp Emanuel Bach 1753
(Im folgenden Zitat wird der Begriff „Clavier“ im historischen Sinne für „Tasteninstrumente“ allgemein gebraucht.)

„... Besonders ist man durch ein übles Vorurtheil wider die frantzösischen Clavier-Sachen eingenommen, welche doch allezeit eine gute Schule für Clavier-Spieler gewesen sind, in dem diese Nation durch eine zusammenhängende und propre Spiel-Art sich besonders vor andern unterschieden hat. Alle nöthige Manieren sind ausdrücklich dabey gesetzt, die lincke Hand ist nicht geschont und an Bindungen fehlet es nicht. Diese aber tragen zur Erlernung des wohl zusammenhängenden Vortrages das hauptsächlichste bey. ...“

## Liste vonPièces de clavecin
Im Folgenden sind die bedeutendsten Manuskripte und Publikationen von Pièces de Clavecin aufgelistet. Die Liste der Publikationen folgt chronologisch dem Datum der Erstveröffentlichung; in wenigen Fällen (z. B. Rameaus 3. Buch) ist das Datum nicht genau bekannt. Es wird meistens auch je eine moderne Veröffentlichung genannt – diese sind nicht vollständig, sondern nur eine zufällige Auswahl.

### Manuskripte
- Jean-Nicolas Geoffroy: Livre des pièces de clavecin de tous les tons naturels et transposéz, 255 Stücke. In: Paris, Bibliothèque Nationale de France, Rés. 475.
- Manuscrit Bauyn. In Paris: Bibliothèque Nationale de France, Rés. Vm7 674-675. (Manuscrit Bauyn, première partie: Pièces de Clavecin de Jacques Champion de Chambonnières, deuxième Partie: Pièces de Clavecin de Louis Couperin, troisième Partie: Pièces de Clavecin de divers auteurs (de la Barre, Dumont, Froberger, Hardel, Richard etc.). Facsimile-Ausgabe, prés. par Bertrand Porot, Courlay: Édition J. M. Fuzeau, 2006).
- Manuskript Parville. In Berkeley: University of California, Music Library, MS 778.
- Manuscrit Rés. 89 ter. In Paris: Bibliothèque Nationale de France. (Manuscrit Rés. 89 ter, Pièces de Clavecin: D’Anglebert – Chambonnières – Louis Couperin – Transcriptions de pièces pour luth („Vieux Gaultier“, Mezangeau et al.), Facsimile, publ. sous la dir. de J. Saint-Arroman, Courlay: Édition J. M. Fuzeau, 1999. = Zweiter Band der D’Anglebert-Gesamtausgabe der Édition Fuseau).
- Jean-Philippe Rameau: La Dauphine. 1747. Manuskript in Paris: Bibliothèque Nationale de France, Dép. de la musique (Einzelstück; in: Pièces de Clavecin (Gesamtausgabe), hrsg. von E. R. Jacobi, Kassel et al.: Bärenreiter, 1972).

### Publikationen (chronologisch)
- Jacques Champion de Chambonnières: Les Pièces de Clavessin, Vol. I & II, 1670. Facsimile of the 1670 Paris Edition, New York: Broude Brothers, 1967.
- Nicolas-Antoine Lebègue: Les Pièces de Clavecin, Premier Livre, 1677. Facsimile, publ. sous la dir. de J. Saint-Arroman, Courlay: Édition J. M. Fuzeau, 1995.
- Nicolas-Antoine Lebègue: Le Second Livre de Clavessin, 1687. Facsimile, publ. sous la dir. de J. Saint-Arroman, Courlay: Édition J. M. Fuzeau.
- Élisabeth Jacquet de la Guerre: Les Pièces de Clavecin, Premier Livre, 1687. Facsimile, publ. sous la dir. de J. Saint-Arroman, Courlay: Édition J. M. Fuzeau, 1997.
- Jean-Henry d’Anglebert: Pièces de Clavecin – Édition de 1689. Facsimile, publ. sous la dir. de J. Saint-Arroman, Courlay: Édition J. M. Fuzeau, 1999.
- Louis Marchand: Pièces de Clavecin, Livre Premier, 1702. (siehe nächsten Punkt)
- Louis Marchand: Pièces de Clavecin, Livre Second, 1703. (Gesamtausgabe, Facsimile, publ. sous la dir. de J. Saint-Arroman, Courlay: Édition J. M. Fuzeau, 2003.)
- Louis-Nicolas Clérambault: Premier Livre de Pièces de Clavecin, 1703–1704. New York: Performer’s Facsimiles 24522 (o. J.).
- Gaspard Le Roux: Pièces de Clavessin Composées …avec la maniere de les Joüer, 1705. (Fac-similé de l’édition de 1705, Montréal: Éditions les Goûts-Réünis, 1983).
- Jean-François Dandrieu: Drei Bücher Pièces de clavecin, genannt „de jeunesse“ (d. h. aus seiner Jugend), 1705 (Diese dürfen nicht verwechselt werden mit Dandrieus großen Büchern von 1724, 1728 und 1734!).
- Jean-Philippe Rameau: Premier Livre de Pièces de Clavecin, 1706. (In: Pièces de Clavecin (Gesamtausgabe), hrsg. von E. R. Jacobi, Kassel et al.: Bärenreiter, 1972).
- Élisabeth Jacquet de la Guerre: Pièces de Clavecin (qui peuvent se jouer sur le violon), 1707. Facsimile, prés. par Catherine Cessac et J. Saint-Arroman, publ. sous la dir. de J. Saint-Arroman, Courlay: Édition J. M. Fuzeau, 2000.
- Nicolas Siret: Pièces de clavecin dédiées à M. Couperin (1707–1711). (Hrsg. vom: Ministère de la Culture et la Fondation Francis et Mica Salabert, 2001.)
- François Couperin: Pièces de Clavecin, Premier Livre, 1713. Hrsg. von Jos. Gát, Mainz et al.: Schott, 1970, ED 6045; Hrsg. von Denis Herin, Kassel et al.: Bärenreiter, 2016, BA 10844.
- François Couperin: Pièces de Clavecin, Second Livre, 1717.  Hrsg. von Jos. Gát, Mainz et al.: Schott, 1970–1971, ED 6046; Hrsg. von Denis Herlin, Kassel et al.: Bärenreiter, 2018, BA 10845.
- Nicolas Siret: Second livre de pièces de clavecin, 1719. (Hrsg. vom: Ministère de la Culture et la Fondation Francis et Mica Salabert, 2001.)
- François Couperin: Troisième Livre de Pièces de Clavecin, 1722. Hrsg. von Jos. Gát, Mainz et al.: Schott, 1970–1971, ED 6047.
- Jean-Philippe Rameau: Pièces de Clavecin, Second Livre, 1724. (In: Pièces de Clavecin (Gesamtausgabe), hrsg. von E. R. Jacobi, Kassel et al.: Bärenreiter, 1972).
- Jean-François Dandrieu: Premier Livre de Pièces de Clavecin, 1724. (In: Pièces de Clavecin, hrsg. von P. Aubert & B. François-Sappey, Paris: Editions Musicales de la Schola Cantorum, 1973).
- Jean-Philippe Rameau: Troisième Livre de Pièces de Clavecin, ca. 1726–1727 (?). (In: Pièces de Clavecin (Gesamtausgabe), hrsg. von E. R. Jacobi, Kassel et al.: Bärenreiter, 1972).
- Jean-François Dandrieu: Second Livre de Pièces de Clavecin, 1728. (In: Pièces de Clavecin, …, Paris: Editions Musicales de la Schola Cantorum, 1973).
- François Couperin: Quatrième Livre de Pièces de Clavecin, 1730. Hrsg. von Jos. Gát, Mainz et al.: Schott, 1970–1971, ED 6048.
- Joseph-Hector Fiocco: Pièces de clavecin (Op. I), 1730.
- François d’Agincourt: Pièces de clavecin, 1733. Paris: Heugel, 1969.
- Jean-François Dandrieu: Troisième Livre de Pièces de Clavecin, 1734. (In: Pièces de Clavecin, …, Paris: Editions Musicales de la Schola Cantorum, 1973).
- Michel Corrette: Premier Livre de Pièces de clavecin, Œuvre 12e, 1734.
- Louis-Claude Daquin: Premier Livre de Pièces de Clavecin, 1735. New York: Performer’s Facsimiles 30442 (o. J.).
- Joseph Bodin de Boismortier: Quatre Suites de Pièces de Clavecin (op. 59), 1736. Facsimile, Courlay: Édition J. M. Fuzeau 8932.
- Bernard de Bury: Premier livre de pièces de clavecin, 1737.
- Charles-Joseph van Helmont: Pièces de clavecin (Op. I), 1737. Facsimile, Courlay: Anne Fuzeau Productions 8860.
- Charles-Alexandre Jollage: Premier livre de pièces de clavecin, 1738. Facsimile, Courlay: Anne Fuzeau Productions 8806.
- Jean-Adam Guilain: Pièces de clavecin d’un Gout nouveau, 1739.
- Jean Barrière: Sonates et Pièces pour le Clavecin (op. VI), 1740.
- Jean-Philippe Rameau: Fünf Stücke aus den: Pièces de clavecin en concerts, gesetzt für Cembalo solo, 1741. (In: Pièces de Clavecin (Gesamtausgabe), hrsg. von E. R. Jacobi, Kassel et al.: Bärenreiter, 1972).
- Jacques Duphly: Pièces de Clavecin – Premier Livre, 1744. Facsimile, publ. sous la dir. de J. Saint-Arroman, Courlay: Édition J. M. Fuzeau, 1990.
- Louis-Gabriel Guillemain: Pièces de clavecin en Sonates (avec accompagnement de Violon), op. XIII, 1745.
- Pancrace Royer: Pièces de Clavecin – Premier Livre, 1746. Facsimile, publ. sous la dir. de J. Saint-Arroman, Courlay: Édition J. M. Fuzeau, 1996.
- Jean-Baptiste Antoine Forqueray / Antoine Forqueray: Pièces de Viole composées par Mr. Forqueray Le Pere mises en Pièces de Clavecin par Mr. Forqueray Le Fils – Premier Livre, 1747. Ed. par Colin Tilney, Paris: Heugel, 1994.
- Jacques Duphly: Pièces de Clavecin – Second Livre, 1748. Facsimile, publ. sous la dir. de J. Saint-Arroman, Courlay: Édition J. M. Fuzeau, 1990.
- Armand-Louis Couperin: Pièces de Clavecin, (op. I), 1751. New York: Performer’s Facsimiles 17341 (o. J.).
- Christophe Moyreau: Pieces de Clavecin, (opp. I, II, III, IV, V), 1753.
- Jacques Duphly: Troisième Livre de Pièces de Clavecin, 1756. New York: Performer’s Facsimiles 25367 (o. J.).
- Charles Noblet: Nouvelles suites de pièces de clavecin (et trois sonates, avec accompagnement de violon), 1757.
- Claude-Bénigne Balbastre: Pièces de Clavecin, Premier Livre, 1759. New York: Performer’s Facsimiles 87424 (o. J.).
- Simon Simon: Pièces de Clavecin, Dans tous les Genres, Avec et sans Acompagnement de Violon. Œuvre Ière, um 1761.
- Jean-Baptiste Feyzeau: Pieces de Clavecin en Sonates, 1764.
- Jacques Duphly: Quatrième Livre de Pièces de Clavecin, 1768. New York: Performer’s Facsimiles 37168 (o. J.).
- Jean-Jacques Beauvarlet-Charpentier: 1er livre de pièces de clavecin, 1770.

### Pièces de clavecinmit anderen Instrumenten oder Stimme
- Élisabeth Jacquet de la Guerre: Pièces de Clavecin qui peuvent se jouer sur le violon (mit Violine), 1707. Facsimile, prés. par Catherine Cessac et J. Saint-Arroman, publ. sous la dir. de J. Saint-Arroman, Courlay: Édition J. M. Fuzeau, 2000.
- Jean-Joseph Cassanéa de Mondonville: Pièces de clavecin en sonates, op. 3 (6 Sonaten für Cembalo mit Begleitung der Violine; 1749 in orchestrierter Fassung als: Sonates en Symphonies), 1734.
- Jean-Philippe Rameau: Pièces de Clavecin en concerts (mit Violine oder Flöte, und Gambe oder 2. Violine), 1741 (Hrsg. von E. R. Jacobi, Kassel et al.: Bärenreiter, 1961 / 1988).
- Michel Corrette: Livre de sonates pour le clavecin avec accompagnement de violon, Op. XXV, 1742.
- Louis-Gabriel Guillemain: Pièces de clavecin en Sonates avec accompagnement de Violon, op. XIII, 1745.
- Jean-Joseph Cassanéa de Mondonville: Pièces de clavecin avec voix ou violon (mit Stimme oder Violine), Op. 5, 1748.
- Jacques Duphly: Troisième Livre de Pièces de Clavecin (z. T. mit Violine), 1756. New York: Performer’s Facsimiles 25367 (o.J).
- Charles Noblet: Nouvelles suites de pièces de clavecin et trois sonates, avec accompagnement de violon (z. T. mit Violine), 1757.
- Armand-Louis Couperin: Sonates en pièces de clavecin avec violon (mit Violine), opus II, 1765.

### Einspielung
Die folgende CD wird in einem der Belege erwähnt:
- Jean-Nicolas Geoffroy, Pièces de clavessin, Ewa Mrowka (Cembalo), erschienen bei: Dux 0137.